# Taylor Highway

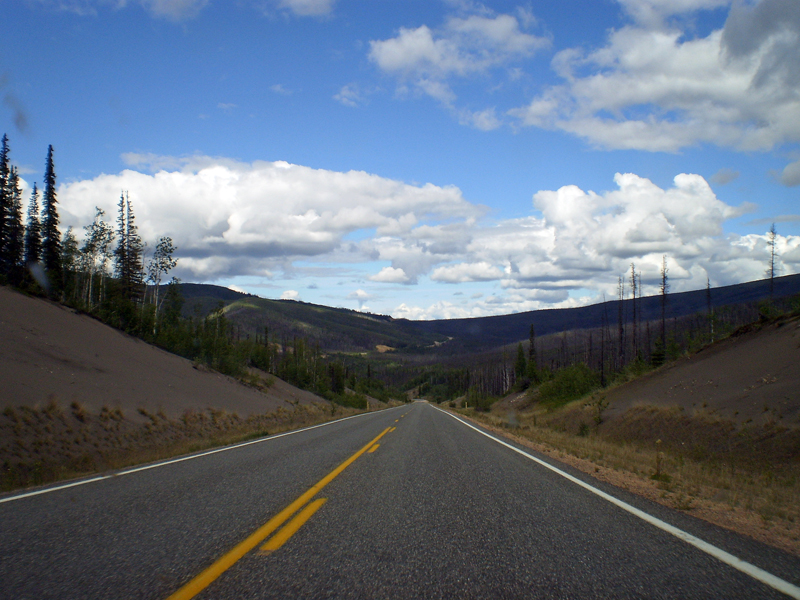
Taylor Highway

Taylor Highway (numrerad som Alaska Route 5) är en landsväg i den amerikanska delstaten Alaska. Vägen är 258 kilometer lång och sträcker sig från Tetlin, ungefär 17 kilometer söder om Tok på Alaska Highway, till Eagle.
Vägen byggdes 1953 för att skapa en vägförbindelse med Eagle, Chicken och det historiska Fortymile Mining District. 155 kilometer från Tetlin, vid Jack Wade Junction, knyter vägen an till Top of the World Highway, som leder vidare till Dawson City under vissa delar av året.
Vägens första 96 kilometer är asfalterade, resterande är grusväg. Vägen är stängd för biltrafik mellan oktober och april, men är öppen för snöskotrar.

## Orter och platser längs med Taylor Highway
- Tetlin, mile 0 (km 0)
- Chicken, mile 66 (km 106)
- Jack Wade Junction (Top of the World Highway), mile 96 (km 154)
- Eagle, mile 160 (km 258)